# Emigranci (zespół muzyczny)
Emigranci – polski zespół rockowy, założony w 1989 roku przez gitarzystę Edmunda Stasiaka, basistę Roberta Jaszewskiego i perkusistę Piotra Szkudelskiego. Skład grupy uzupełnił wokalista Paweł Kukiz.
Początkowo muzycy planowali nagranie tylko jednego utworu – „Na falochronie” (1990). Ponieważ jednak piosenka okazała się przebojem, zespół postanowił kontynuować działalność. W tym czasie grupa wydała dwa albumy: Rosja i Ameryka (1992) oraz – w zmienionym składzie, bez Kukiza i Szkudelskiego – Mówię do ciebie (1995).
W 2003 r. zespół wznowił działalność, po trzech latach nagrał z nowym wokalistą Rafałem Brzozowskim nowy album ...I inne utwory, promowany przez utwór „Ludzie i rzeczy” oraz nową wersję przeboju „Na falochronie – 2006”. W 2011 zespół zawiesił działalność.

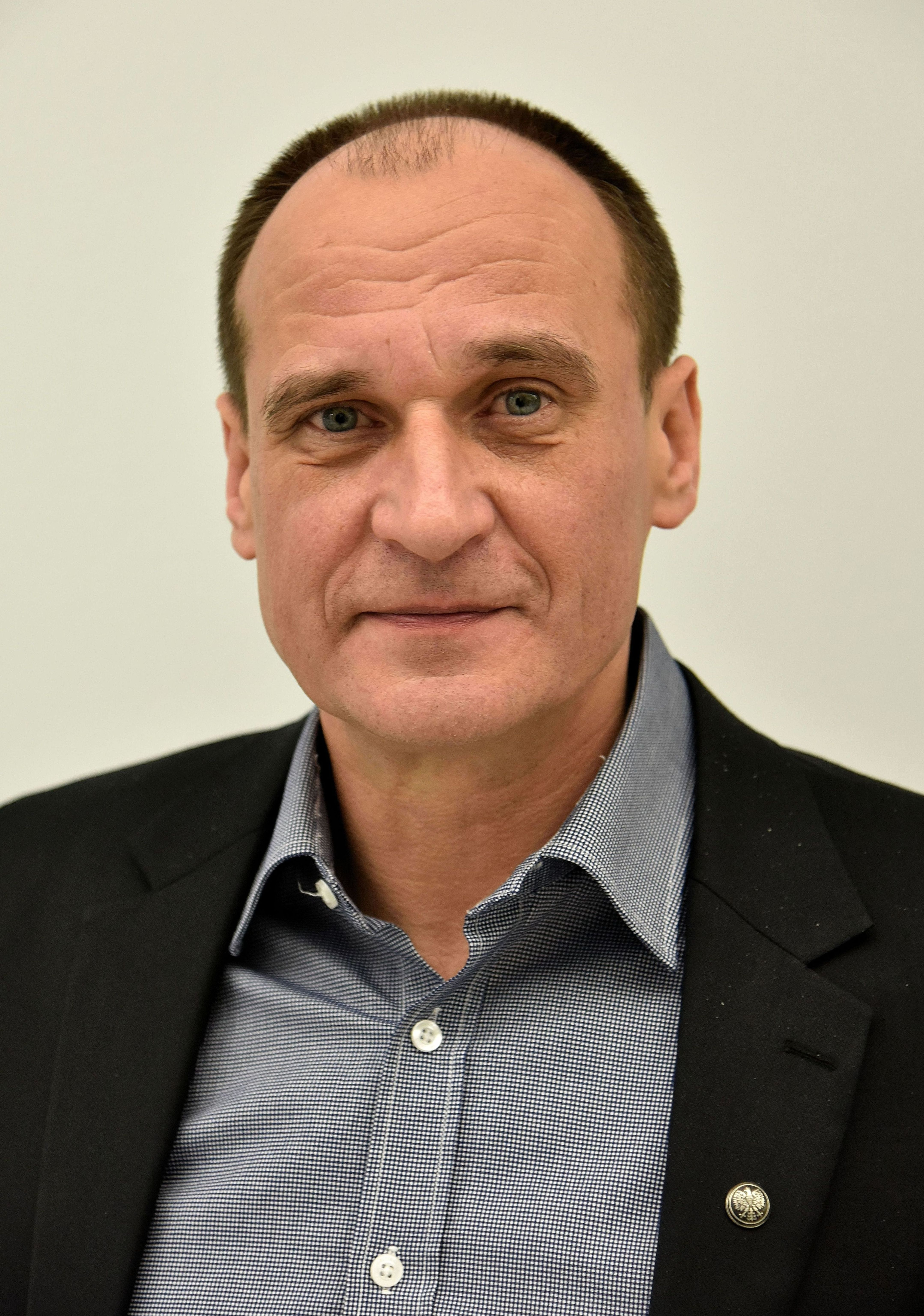
Paweł Kukiz - pierwszy wokalista grupy (2016)

## Członkowie

### Skład z lat 90.
- Edmund Stasiak – gitara prowadząca, gitara rytmiczna (1989–1998)
- Robert Jaszewski – gitara basowa (1989–1998)
- Paweł Kukiz – śpiew (1989–1993)
- Piotr Szkudelski – perkusja (1989–1993)
- Marek Hojda – śpiew (1993–1998), instrumenty klawiszowe (1992–1998)
- Marek Surzyn – perkusja (1993–1998)
- Piotr Pruski – instrumenty klawiszowe (1991-1993)

### Skład z lat 2004–2011
- Edmund Stasiak – gitara prowadząca, gitara rytmiczna, wokal wspierający (2004-2011)
- Robert Jaszewski – gitara basowa (2004-2011)
- Rafał Brzozowski – śpiew, instrumenty klawiszowe (2004-2011)
- Maciej Gołyźniak – perkusja (2006-2011)
- Krzysztof Patocki – perkusja (2005-2006)
- Valeri Mirosznikov – perkusja (2004–2005)
- Marcin Czyżewski – śpiew (2008)

## Dyskografia
Albumy
| Tytuł            | Rok  | Źródło |
| ---------------- | ---- | ------ |
| Rosja i Ameryka  | 1992 | [ 3 ]  |
| Mówię do ciebie  | 1995 | [ 4 ]  |
| ...I inne utwory | 2006 | [ 5 ]  |

Notowane utwory
| „Na falochronie”            | 1990 | 1  | Rosja i Ameryka |
| „Ponad świat”               | 1990 | 18 | Rosja i Ameryka |
| „Prosto do słońca”          | 1992 | 24 | Rosja i Ameryka |
| „Rosja i Ameryka”           | 1992 | 26 | Rosja i Ameryka |
| „Nawet tu”                  | 1993 | 19 | Rosja i Ameryka |
| „Słucham i patrzę”          | 1993 | 32 | Rosja i Ameryka |
| „Mogłem”                    | 1995 | 22 | Mówię do ciebie |
| "—" utwór nie był notowany. |      |    |                 |